# Cratere Courtney
Courtney  è un cratere lunare da impatto. Courtney è un comune nome proprio inglese. Questo cratere si trova nel Mare Imbrium, nel quadrante nordoccidentale dell'emisfero lunare rivolto verso la Terra. Questa zona è molto povera di crateri e l'unico notevole è il cratere Eulero, verso nord-ovest. Il terreno circostante è piuttosto scuro, per la bassa albedo ed è marcato dalla raggiera del cratere Eulero.